# Oenanthe albonigra
Oenanthe albonigra là một loài chim trong họ Muscicapidae.